# Pestil

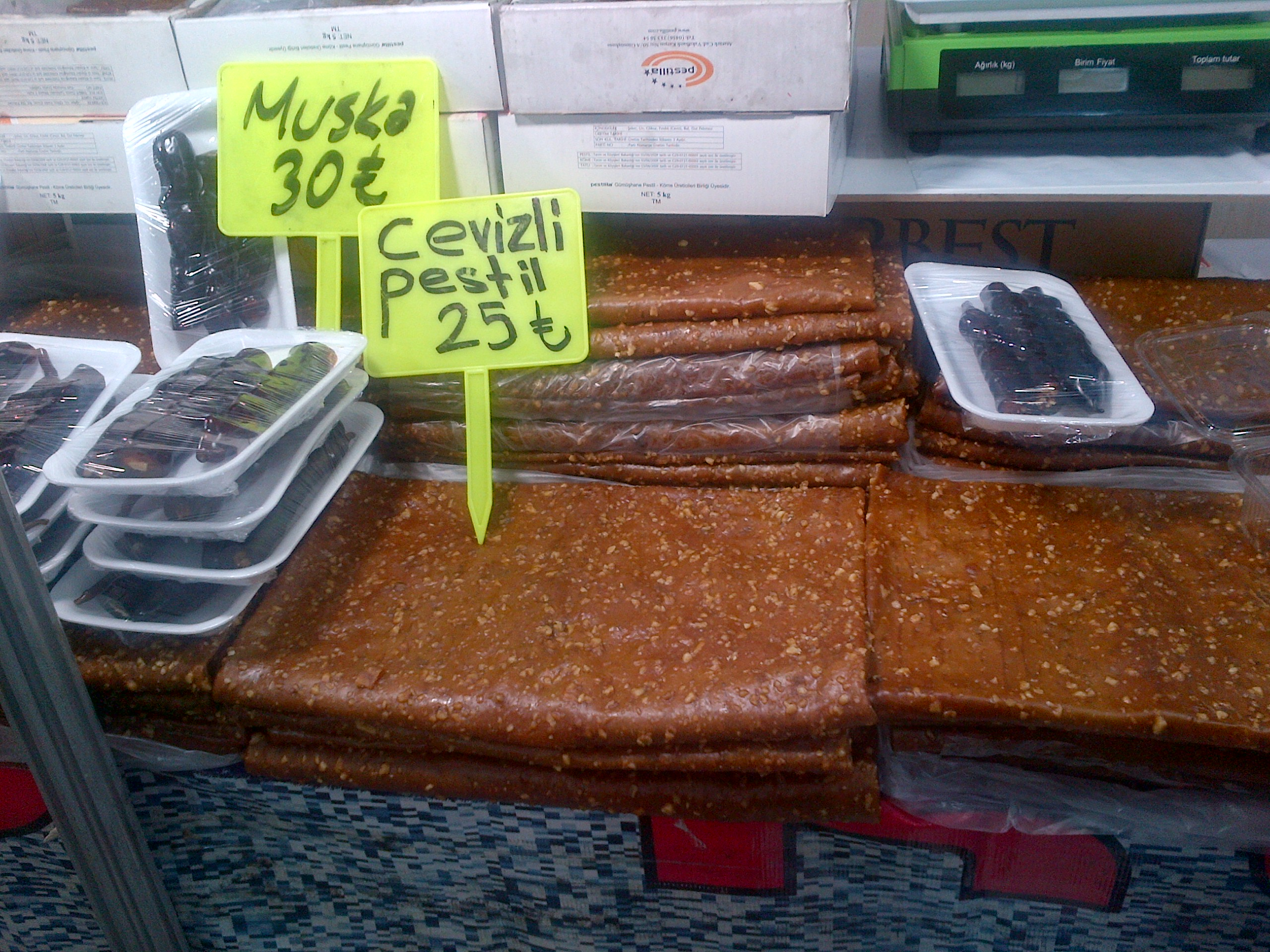
"Cevizli pestil" (Pestil con nueces, a la derecha) y "Cevizli sucuk" (a la izquierda, en paquetes) en Ankara, Turquía.

Pestil (del idioma turco) es pulpa de frutas secas hecha como una lámina gruesa, tradicionalmente preparada en la cocina turca para el consumo en los meses de invierno. Es consumido tanto en Turquía como en los países balcánicos que formaban parte del Imperio otomano y en el Caucaso.